# Stręgielek (jezioro)
Stręgielek – jezioro w Polsce w województwie warmińsko-mazurskim, w powiecie węgorzewskim, w gminie Pozezdrze.

## Położenie
Jezioro leży na Pojezierzu Mazurskim, w mezoregionie Wielkich Jezior Mazurskich, w dorzeczu Sapina–Węgorapa–Pregoła. Znajduje się około 10 km w kierunku południowo-wschodnim od Węgorzewa, pół kilometra na północny zachód od wsi Stręgielek. Jezioro ma połączenie z jeziorem Stręgiel na północy poprzez krótki i płytki ciek wodny.
Linia brzegowa miernie rozwinięta. Większa część brzegów niska i płaska, część południowa podmokła i bagnista. W otoczeniu znajdują się pola i łąki, a od zachodu także lasy.
Jezioro leży na terenie obwodu rybackiego jeziora Stręgiel w zlewni rzeki Węgorapa – nr 9, jego użytkownikiem jest Polski Związek Wędkarski. Znajduje się na terenie Obszaru Chronionego Krajobrazu Krainy Wielkich Jezior Mazurskich o łącznej powierzchni 85 527,0 ha.

## Morfometria
Według danych Instytutu Rybactwa Śródlądowego powierzchnia zwierciadła wody jeziora wynosi 34,4 ha. Średnia głębokość zbiornika wodnego to 3,0 m, a maksymalna – 6,8 m. Lustro wody znajduje się na wysokości 116,3 m n.p.m. Objętość jeziora wynosi 1049,0 tys. m³. Maksymalna długość jeziora to 920 m, a szerokość 570 m. Długość linii brzegowej wynosi 2620 m.
Inne dane uzyskano natomiast poprzez planimetrię jeziora na mapach w skali 1:50 000 według Państwowego Układu Współrzędnych 1965, zgodnie z poziomem odniesienia Kronsztadt. Otrzymana w ten sposób powierzchnia zbiornika wodnego to 37,5 ha, a wysokość bezwzględna lustra wody – 115,2 m n.p.m.

## Przyroda
W skład pogłowia występujących ryb wchodzą m.in. sandacz, szczupak, leszcz, płoć i okoń. Roślinność przybrzeżna równomierna, większe skupiska na południu, głównie trzciny. Wśród niezbyt obfitej roślinności zanurzonej występuje m.in. rdestnica i mech wodny.